# 枕草子

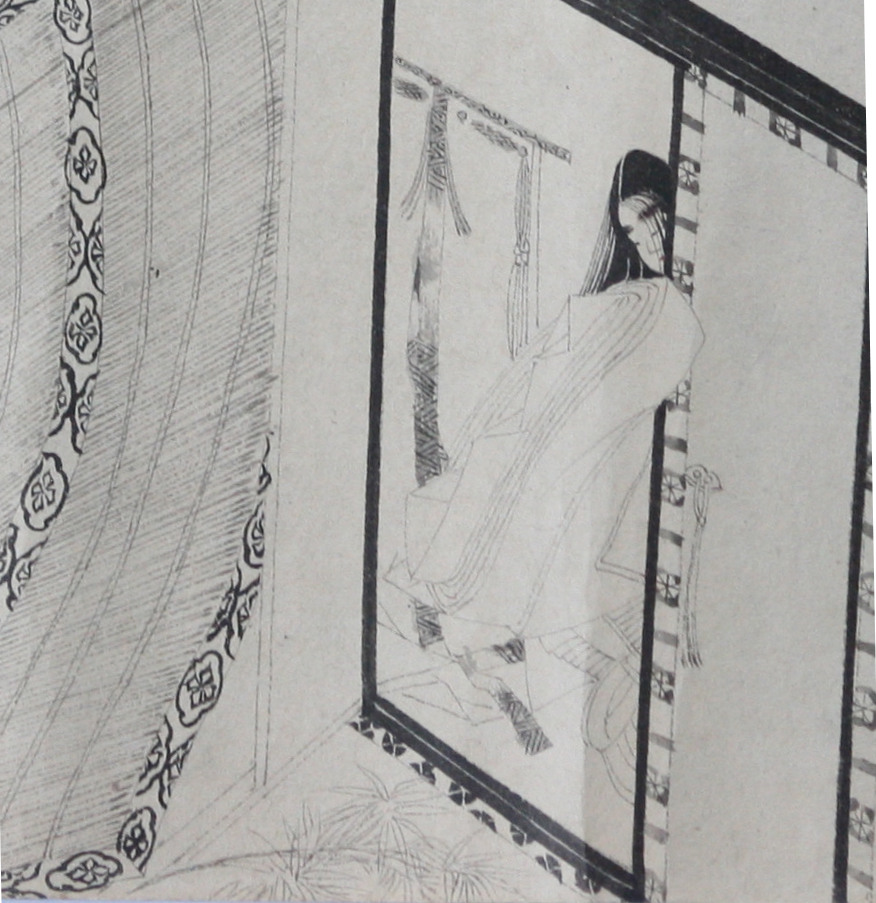
「枕草子絵詞」（部分） 五月頃の夜、宮中に住む定子（藤原定子）の所に「女房はいらっしゃいますか」と声がするので、定子が誰なのか見てくるよう言いつけ、清少納言が声をかけると呉竹が差し入れられた。それを見た清少納言は「おいこのきみにこそ」（おや「このきみ」でしたよ）と言う（三巻本130段）。「このきみ」とは王子猷（王羲之の子）が竹を「此君」と呼んだことにちなむ。

『枕草子』（まくらのそうし）とは、平安時代中期に中宮定子に仕えた女房、清少納言により執筆されたと伝わる随筆。ただし本来は、助詞の「の」を入れずに「まくらそうし」と呼ばれたという。
執筆時期は正確には判明していないが、長保3年（1001年）にはほぼ完成したとされている。「枕草紙」「枕冊子」「枕双紙」とも表記され、古くは『清少納言記』『清少納言抄』などとも称された。また日本三大随筆の一つである。

## 内容

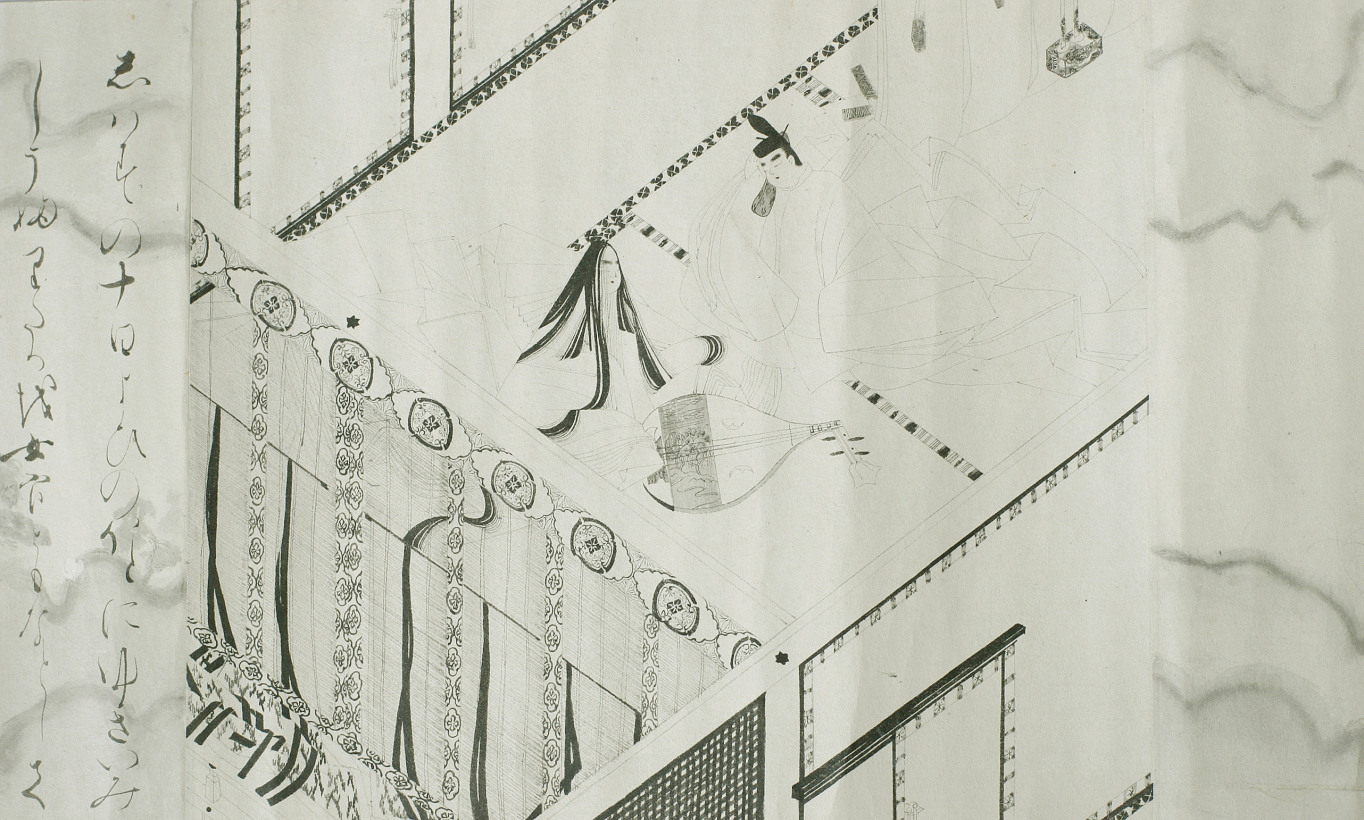
「枕草子絵詞」 一条天皇が「無名」という琵琶を持って中宮定子のもとを訪れ、琵琶の名を問うと定子は「ただいとはかなく、名もなし」と答えた（三巻本89段）。

「虫は」「木の花は」「すさまじきもの」「うつくしきもの」に代表される「ものづくし」の「類聚章段」をはじめ、日常生活や四季の自然を観察した「随想章段」、作者が出仕した中宮定子周辺の宮廷社会を振り返った「回想章段」（日記章段）など多彩な文章からなる。このような3種の分類は、池田亀鑑によって提唱された（『全講枕草子』解説、1957年）。もっとも、分類の仕方が曖昧な章段もある。
平仮名を中心とした和文で綴られ、総じて軽妙な筆致の短編が多いが、中関白家の没落と清少納言の仕えた中宮定子の身にふりかかった不幸を反映して、時にかすかな感傷が交じった心情の吐露もある。作者の洗練されたセンスと、事物への鋭い観察眼が融合して、『源氏物語』の心情的な「もののあはれ」に対し、知性的な「をかし」の美世界を現出させた。総じて簡潔な文で書かれ、一段の長さも短く、現代日本人にとっても読みやすい内容である。
ただし、後述するように『枕草子』の内容は伝本によって相違しており、現在ではそれら伝本はおおよそ雑纂形態（三巻本・能因本）と類纂形態（堺本・前田本）の2系統に分けられている。雑纂形態の本は上で述べた3種の章段をばらばらに並べているが、類纂形態の本はそれらを区別整理して編集したものであり、この編集は作者の清少納言よりのちの人物の手によってなされたという。しかし雑纂形態の伝本である三巻本と能因本においても、それぞれ章段の順序や本文にかなりの相違があり、清少納言が書いたという『枕草子』の原形がどのようなものであったのかは明らかではない。
日記的章段として一番年次的に早い時期について書かれているのは小白川という小一条大将殿の家に結縁の法華八講が開かれた最後の日に義懐の中納言と邂逅する段である。そこでは三位中将時代の藤原道隆（「清涼殿の丑寅の隅に」の段、定子の話では円融院位の御時御前に近侍し古歌を工夫して書きかえ賞された）もちらと姿を見せている。三位中将は後に道隆の次男隆家が帯びる官位である（「枕草子」994年頃の記録）。

## タイトルの由来

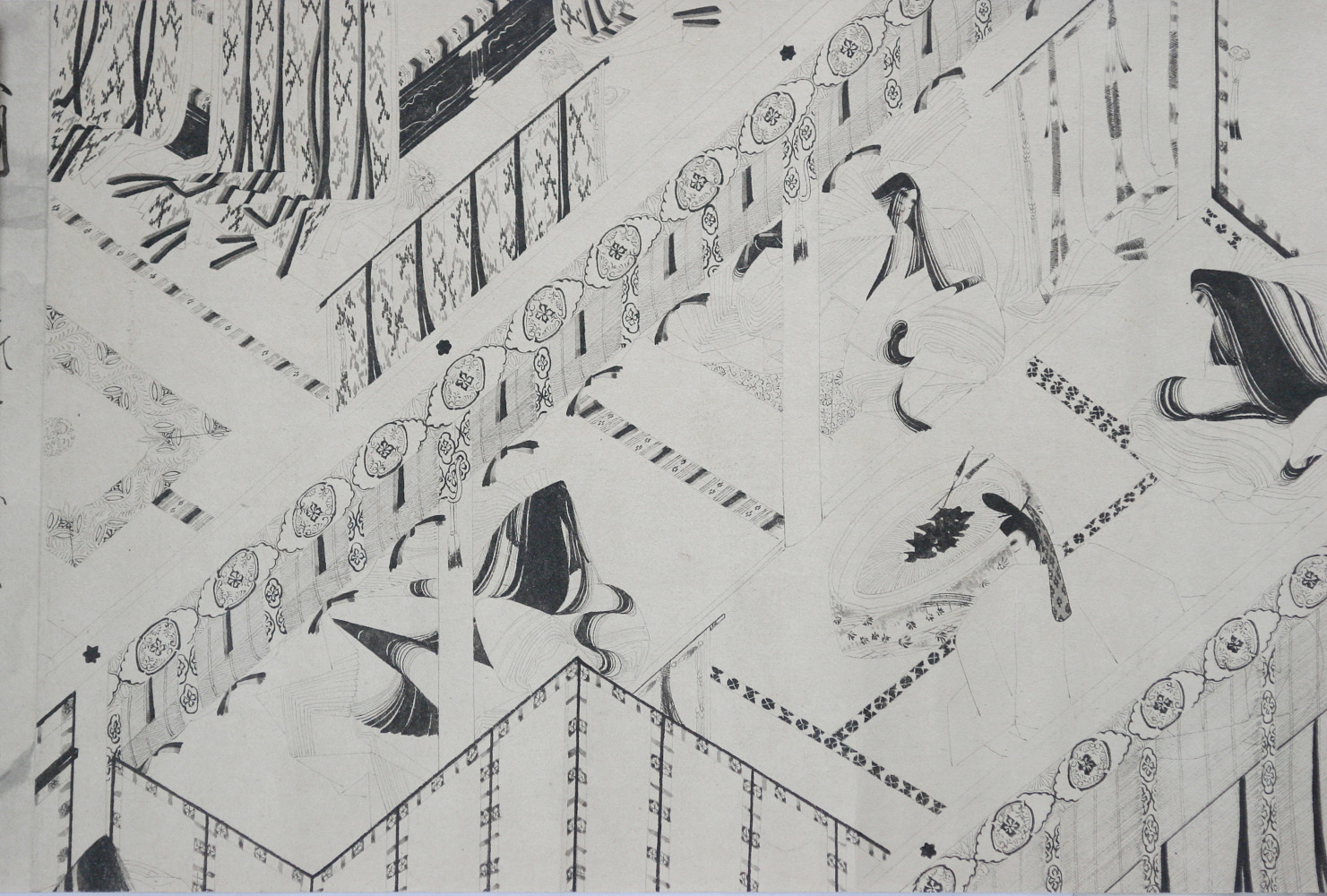
「枕草子絵詞」（部分） 二月十一日の早朝、定子の暮らす宮中の登花殿に妹の原子と父藤原道隆、道隆の夫人貴子が訪れ定子に対面する（三巻本100段）。

「枕草子」という書名全体についていえば、この作品がこの書名で呼ばれるようになった当時において「枕草子」は一般名詞であった。枕草子』の執筆動機等については巻末の跋文によって推量するほかなく、それによれば執筆の動機および命名の由来は、内大臣伊周が妹中宮定子と一条天皇に当時まだ高価だった料紙を献上したとき、「帝の方は『史記』を書写されたが、こちらは何を書こうか」という定子の下問を受けた清少納言が、「枕にこそは侍らめ」（三巻本系による、なお能因本欠本は「枕にこそはし侍らめ」、能因本完本は「これ給いて枕にし侍らばや」、堺本と前田本には該当記事なし）と即答し、「ではおまえに与えよう」とそのまま紙を下賜されたと記されている。「枕草子」の名もそこから来るというのが通説であるが、肝心の枕とは何を意味するのかについては、古来より研究者の間で論争が続き、いまだに解決を見ない。
田中重太郎は日本古典全書『枕冊子』の解説で、枕の意味について8種類の説を紹介したが、そのうちの代表的な説を以下に述べる。
1. 備忘録説：備忘録として枕元にも置くべき草子という意味[注 3]
2. 題詞説：歌枕・名辞を羅列した章段が多いため[注 4]
3. 秘蔵本説：枕のごとく人に見すまじき秘蔵の草子[注 5]
4. 寝具説：「しき（史記→敷布団）たへの枕」という詞を踏まえた洒落

ほかにも漢詩文に出典を求めた池田亀鑑や、「言の葉の枕」を書く草子であるとした折口信夫など異説が多い。また、『栄花物語』に美しいかさね色を形容するのに普通名詞としての「枕草子」が用いられたことも指摘されている。
近年（2014年）歴史学の五味文彦は、当時、唐風・唐様に対し和風・和様のものが意識されて多くの作品が生まれていることから、これは「史記＝しき」を「四季」と連想し、定子に対して清少納言が「四季を枕に書きましょうか」というつもりで答えたのであり、「唐の『史記』が書写されたことを踏まえ、その『しき』にあやかって四季を枕にした和の作品を書くことを宮に提案したもの」とする新説を唱えている。すなわち『枕草子』が「春はあけぼの」から始まるのは、まず最初の話題として春夏秋冬の四季を取り上げたということである。
なお、萩谷朴は本文の解釈から、上記の定子より紙を賜ったという話は清少納言の作った虚構であるとしている。

## 評価

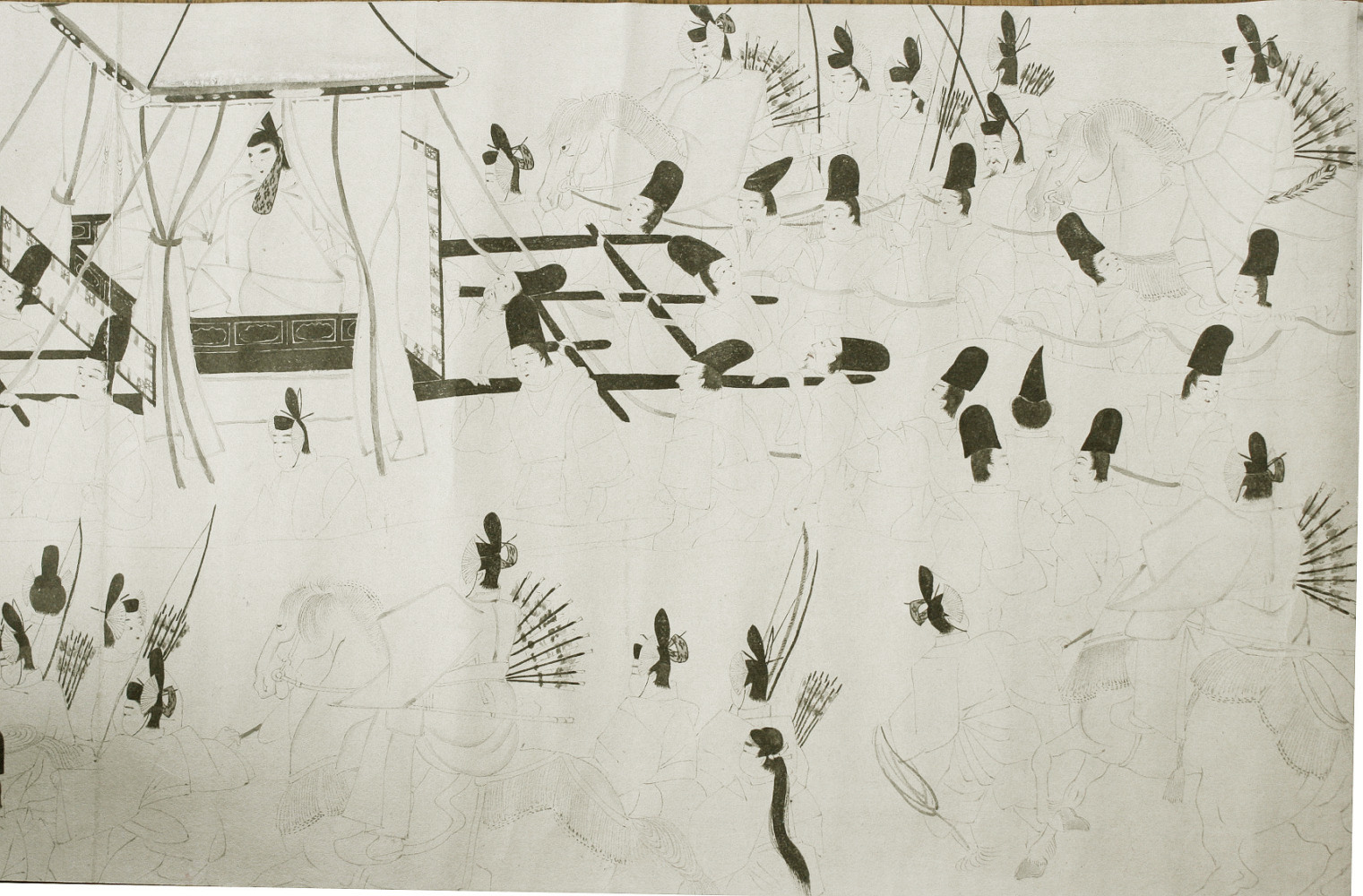
「枕草子絵詞」（部分） 長徳元年（995年）十月、一条帝が岩清水八幡宮に行幸することがあった。その帰り、一条帝の生母詮子が還幸の様子を桟敷から見物していたのを、一条帝が輿をとどめて詮子に挨拶をする（三巻本122段）。

『源氏物語』に比肩する中古文学の双璧として、後世の連歌・俳諧・仮名草子に大きな影響を与えた。鴨長明の『方丈記』、兼好の『徒然草』と並んで日本三大随筆と称される。
肯定的評価
- 枕草子こそ、心のほど見えて、いとをかしう侍れ。さばかり、をかしくも、あはれにも、いみじくも、めでたくもあることも、残らず書き記したる中に、宮のめでたく盛りにときめかせ給ひしことばかりを、身の毛も立つばかり書き出でて、関白殿失せさせ給ひ、内の大臣流され給ひなどせしほどの衰へをば、かけても言ひ出でぬほどの、いみじき心ばせなりけむ

（さまざまな回想を記した中に、ただ中宮がめでたく栄えておられ、風雅をたしなみ、しみじみと情け深く、配慮にすぐれた素晴らしい様子を描き、伊周・隆家兄弟の左遷や実家の衰退にともなう中宮の悲境について、いささかも言及しないのは、清少納言の「いみじき心ばせ」であった、とする『無名草子』作者の見解）。
- 枕草子は人間存在、自然を共に深く愛した故に、それを、それぞれの位相において、多種多彩の美として享受・形成した（目加田さくを）。
- 次から次へと繰り出される連想の糸筋によって、各個の章段内部においても、類想・随想・回想の区別なく、豊富な素材が、天馬空をゆくが如き自在な表現によって、縦横に綾なされている（萩谷朴）。
- 「季節-時刻」の表現（春は曙など）は、当時古今集に見られる「春-花-朝」のような通念的連環に従いつつ、和歌的伝統に慣れ親しんだ読者の美意識の硬直性への挑戦として中間項である風物を省いた斬新なものである（藤本宗利）。
- 中宮定子への敬慕の念の現れである。道隆一族が衰退していく不幸の最中、崩じた定子の魂を静めるために書かれたものである。故に道隆一族衰退の様子が書かれていないのは当然である（同上）。
- 自賛談のようにみえる章段も、（中略）中宮と中宮を取り巻く人々が失意の時代にあっても、天皇の恩寵を受けて政治とは無縁に美と好尚の世界に生きたことを主張している（上野理）。

批判的評価
- 清少納言の出身階級を忘れひたすら上流に同化しようとした浅薄な様の現れである（秋山虔）[注 6]。
- 「定子後宮の文明の記録」に過ぎず、「個」の資格によって書かれたものではない（石田穣二）。

## 伝本
『枕草子』の成立についてはその跋文に、長徳2年（996年）のころ、左中将だった源経房が作者の家から持ち出して世上に広めたと記しているが、その後も絶えず加筆され、寛弘末年ごろに執筆されたとみられる文もある。『源氏物語』の古註『紫明抄』に引かれる『枕草子』の本文には現存本にないものもあり、複雑な成立過程を思わせる。現在、『枕草子』の伝本は以下の4系統が知られている。
- 三巻本（雑纂形態）
- 能因本（雑纂形態）
- 堺本（類纂形態）
- 前田本（類纂形態）

これらも伝本間の相異はすこぶる大きく、たとえば「三巻本と能因本とでは、作者を別人とするしかないほどの違いがある」（石田穣二『鑑賞日本古典文学8』「枕草子」総説）という。
古典文学の本文校訂は、できる限り古い写本を底本（基準とする本文）に用いる。『枕草子』の伝本のなかで最古とされるのは前田本であるが、現在『枕草子』においては三巻本を底本としそれが読まれている。前田本の類纂形態の内容が作者の清少納言の手によるものではなく、後人の手によってまとめられたものとされているからである。堺本も同様の理由により、一般に読まれる本文として使われることはまずない。
能因本は江戸時代の古活字本に底本として利用されたことにより、『枕草子傍注』や『枕草子春曙抄』（北村季吟註）といった注釈書とセットになって近代まで『枕草子』の本文として主流を占めた。しかし大正14年（1925年）、三巻本系統の伝本（桂宮本）を底本とした『清少納言枕草子』が刊行されると、古活字本の本文に対する批判が起こる。さらに昭和3年（1928年）、池田亀鑑が「清少納言枕草子の異本に関する研究」と題した論文において各系統の伝本について紹介し、流布本（『春曙抄』本文）に対する安貞二年奥書本（三巻本）の優位性を唱えた。このとき三巻本が第一類と第二類の二つに分けられる。昭和10年（1935年）には楠道隆が堺本との比較により、三巻本の中で第一類の本文が第二類のものよりも純正であると評価した。
以後も能因本と三巻本との間で本文の優劣論争が繰り広げられた結果、三巻本は各系統の中でもっとも古態に近いとされ、能因本の本文は三巻本よりも劣るものとされている。これは堺本、前田本についても同様である。よって三巻本による本文が教科書にも採用されており、能因本、堺本、前田本による本文の出版は三巻本と比べてごく少数となっている。
ただしこれは『枕草子』に限らず、古い時代に成立した仮名の文学作品のほとんどについて言えることであるが、現在と違って本を作るのに人の手で書き写すしかなかった時代には、作者の手から離れた作品は書写を重ねるごとに誤写誤脱が加わり、また意図的に表現や内容を書き替えるということが普通に行われていた。現在、『枕草子』において善本とされる三巻本についても、作者とされる清少納言の原作から見れば幾度となく書写を繰り返した結果成立したものであり、その間に多くの改変の手が加わっていると考えられる。これは三巻本よりも本文の上で劣るとされている能因本や堺本、前田本も同様であるが、要するにいずれの系統の伝本であっても、書写の過程で本文に少なからぬ改変が加えられており、三巻本においてもそれは例外ではないということである。「個々の章段については、彼此優劣が錯綜していて、必ずしも常に三巻本本文が能因本本文に立ちまさっているとは断じ切れない」という意見もある。
以下、各系統の大略について述べる。

### 三巻本
雑纂形態をとり、三巻からなる。「耄及愚翁」という藤原定家と思しき人物による安貞2年（1228年）の奥書を持つ系統の伝本で、池田亀鑑が昭和3年に命名した。もともとは上下二巻だったのをさらに2冊ずつに分けて4冊にしたものが、そのうちの第一冊を失った結果三巻（3冊）になったものである。三巻本はこの第一冊にあった章段がない本（第一類）と、それを補った本（第二類）の2種類に分けられる。「耄及愚翁」による奥書には2部の『枕草子』を人から借り、これらをもとに本文を写したとしているが、それらがいかなる素性の本であったかは触れておらず、また「依無証本不散不審」（証本〈拠りどころとすべき伝本〉がなく、本文に不審なところがあっても解決できない）と述べている。室町時代以前にさかのぼる完本は見出されていない。
- 第一類本（甲類） - 「春は曙」の冒頭第1段から75段までがなく、76段「ここちよげなるもの」から始まる伝本。298段以降に「一本」すなわち書写した本にはもともとなく、他本からの転載として29段を書き加える。「一本」と跋文もあわせて253段。第一類本で第1段から75段までの本文のあるものは見つかっていない。

陽明文庫蔵本、宮内庁書陵部図書寮蔵本、高松宮家蔵本
- 第二類本（乙類） - 328段。第一類本（甲類）に欠けている第1段から75段までを補うが、その本文は堺本のものと校合されているといわれる。

弥富破摩雄旧蔵本、刈谷図書館蔵本、伊達家旧蔵本、勧修寺家旧蔵本、中邨秋香旧蔵本、古梓堂文庫蔵本
現行で読まれる三巻本の本文は、第二類本の第1段から75段までを底本として用い、そのあとは第一類本を底本とする形をとっている。なお、鎌倉時代後期成立の枕草子絵詞七段分が現存しており、白描の絵巻物で詞書は三巻本系統の本文を使用したものと見られる。

### 能因本
これも雑纂形態の伝本で通常上下二巻として伝わるが、その章段の順序は同じ雑纂形態の三巻本とはかなり相違し、また内容にも相互に出入りがある。清少納言と姻戚関係にあった能因法師（その姉妹の一人が清少納言の実子橘則長の妻）が所持していた本であるという奥書があることにより、能因本と呼ばれる。
- 学習院大学蔵本 - もと三条西家蔵で上下二巻の冊子本。室町時代の書写本で筆者は三条西実隆とも、またはその子公条ともいわれる。
- 野坂元定蔵本 - これも室町期の伝本。下巻のみの零本であるが、ほかの能因本にはない観応元年（1350年）の奥書があり、能因本の存在がこの時期にまでさかのぼることのできるものとして貴重とされる。
- 古活字本 - 慶長から慶安にかけて出版されたもので4種類あり、冊数は5冊または7冊となっている。ただしその本文は三巻本も用いて改めたり、また版に写す際に誤刻したりしたところが多くあり、本来の能因本の本文から見れば不純なものであるという。

### 堺本
類纂形態をとる。上下二巻で、堺に住む道巴という人物が所持した本を、元亀元年（1570年）に清原枝賢が書写したとの奥書より「堺本」と呼ばれるが、現在この系統で近世以前にさかのぼる写本は確認されていない。回想章段と跋文を欠く。その伝本は2種類に分けられている。
- 第一類 - 282段を所収し元亀元年の奥書がある。高野辰之旧蔵本、朽木文庫旧蔵本など。朽木文庫旧蔵本は、『堺本枕草子評釈』（速水博司、有朋堂、1990年）の底本となっている。
- 第二類 - 208段を収める。後光厳院が書写したとの奥書がある本で、宸翰本と呼ばれる。第一類と比べると下巻後半の本文を欠いており、本来第一類であったものの残欠本と見られるが、本文は第一類よりも古態を伝えているという。『群書類従』第二十七輯には『枕草紙異本』としてこの宸翰本が収録されている。『新校群書類従』は第二十一輯に収めるが、これは校異および下巻後半に欠けた本文の補填を高野辰之旧蔵本で行ったものである。

### 前田本
類纂形態の伝本で四巻。第一巻に107段、第二巻に89段、第三巻に102段、第四巻に32段を収めるが、さらに第五巻があって紛失したものとみられる。上記の三巻本、能因本、堺本にはない章段を含み、同じ類纂形態の堺本とは章段の順序が異なっている。この系統の伝本は加賀前田家伝来本（前田育徳会蔵）があるのみである。金蒔絵の箱に入っており、その蓋には金象嵌で「清少納言枕草子」とある。鎌倉時代中期の書写で『枕草子』の伝本の中では最古のものとされ、重要文化財に指定されている。寛永6年（1629年）4月に徳川秀忠が江戸の前田邸を訪れた折、この前田本『枕草子』を蒔絵の箱とともに床の間脇の棚に飾ったとの記録があり、これ以前に前田家に入っていたと見られる。本文は『前田家本枕冊子新註』に翻刻がある。

## 研究・受容